# Liste des députés de la Communauté germanophone de Belgique
- Liste des députés de la Communauté germanophone de Belgique (1999-2004)
- Liste des députés de la Communauté germanophone de Belgique (2004-2009)
- Liste des députés de la Communauté germanophone de Belgique (2009-2014)
- Liste des députés de la Communauté germanophone de Belgique (2014-2019)
- Liste des députés de la Communauté germanophone de Belgique (2019-2024)
- Liste des députés de la Communauté germanophone de Belgique (2024-2029)